# Лівшиц Іссахар Зельманович
Іссаха́р Зе́льманович Лі́вшиц (у побуті — Захар Семенович) (* 23 серпня (5 вересня) 1914 — † 24 грудня 1990) — український ентомолог і акаролог, знаний спеціаліст у галузі захисту садових та декоративних рослин, дослідник кліщів. Зав. відділу ентомології та фітопатології Нікітського ботанічного саду. Професор, доктор біологічних наук, заслужений діяч науки і техніки України. Лауреат Державних премій СРСР і УРСР.

## Біографія
І. Лівшиц закінчив Харківський будівельний технікум, а потім — Ленінградський сільськогосподарський інститут і аспірантуру Всесоюзного інституту захисту рослин (Ленінград). Молодого фахівця разом з дружиною призначили на роботу до Нікітського ботанічного саду. Вони приїхали сюди працювати на початку 1941 року.
Коли розпочалася німецько-радянська війна, він разом з обладнанням, науковим фондом та частиною співробітників евакуювався на Північний Кавказ. Там у серпні 1942 року у П'ятигорську його мобілізували до лав Червоної Армії.
Маючи певні обмеження з боку здоров'я, він з 20 вересня 1942 року служив техніком-лейтенантом при штабі інженерних військ Закавказького фронту, у 2-й тиловій бригаді розвідки резерву головного командування (РГК). Потім, з лютого 1945 року він служив на Першому Українському фронті і обіймав посаду помічника начальника 6-го (шифрувального) відділення штабу 22 гвардійської моторизованої штурмової інженерно-саперної бригади РГК.
 "...гвардии техник-лейтенант Лившиц <...> энергичной и умелой организацией кодированной связи своевременно обеспечивал доставку боевых распоряжений в части бригады. Точная работа и оперативность его помогли командованию в осуществлении боевых действий бригады. 

  <...> 30.4.45 года он произвёл разведку немецкой группировки в районе города Треббин, представив командованию точные сведения о противнике. Во время разведки в перестрелке с немцами был ранен в правую руку.   <...> 2.5.45 года при нападении группировки противника на 2-й эшелон бригады в районе Штансдорф под огнём противника обеспечил своевременную погрузку секретных документов отделения и вывозку их в безопасное место..."  
Бойова служба І. З. Лівшиця відзначена орденом Червоної Зірки (1945), орденом Вітчизняної війни 1-го ступеня (1985), медаллю «За бойові заслуги» (1945), медаллю «За оборону Кавказу» (1944) та низкою ювілейних медалей.
Батько ентомолога до війни працював сільським лікарем на Вінниччині й був разом з дружиною — матір'ю Іссахара Зельмановича — розстріляний нацистами.
І.З Лівшиц повертається до Криму у 1946 році. Разом з колегами він працює над вивченням шкідників саду й декоративних насаджень, розробляє, запроваджує й вдосконалює системи захисту від шкідників, готує кадри ентомологів і численні публікації. В 1964 році І. Лівшиц захистив докторську дисертацію. Він обіймає посаду провідного спеціаліста, впродовж 40 років беззмінно керує відділом захисту рослин, стає лауреатом престижних премій Української РСР і СРСР. Його обрали Почесним членом Українського ентомологічного товариства, надали звання професора.
Працював він пліч-о-пліч із дружиною — Ніною Іванівною Петрушовою, разом з якою закінчив інститут і аспірантуру. Подружжя рік знаходилося на Кубі у службовому відрядженні, допомагаючи налагодити боротьбу з кліщами — шкідниками рослин. Акарологом став і їхній син Андрій Захарович Петрушов.

## Наукова діяльність
У перші повоєнні роки І. Лівшиць виконав численні дослідження різноманітних шкідників і хвороб плодових та декоративних культур: маслинової листоблішки, грибів роду Monilia, самшитової мінуючої мухи, жука інжирного лубоїда, фузаріоза саджанців, раку інжиру тощо. У промислових плодових садах Криму в ті часи нагромадилося чимало проблем: низький рівень агротехніки, висока чисельність шкідників та хвороб, використання високотоксичних отрутохімікатів. Вчені разом з практиками розробили нові підходи до захисту врожаю. Завдяки цьому вдалося досягти істотного зростання прибутків від садівництва, зменшити рівень застосування пестицидів. Іссахар Зельманович обґрунтував принципи інтегрованого захисту саду.
Починаючи з 1952 року І. З. Лівшиц дедалі більше переключається на вивчення кліщів. Він вперше почав вивчати видовий склад і біологію тетраніхових кліщів — небезпечних шкідників плодових культур і одночасно розробляв захисні заходи. Значний внесок зробив він у розвиток фауністики та систематики кліщів, описавши низку нових для науки видів. На базі експериментів він сформулював важливе узагальнення: 40-50 % відсотків часу, необхідного на розвиток кліща від яйця до дорослої істоти, припадає на ембріогенез. Фундаментальна тритомна праця, присвячена кліщам ґрунту, принесла колективу авторів, в тому числі й Іссахару Зельмановичу, Державну премію СРСР (1980); дослідження кліщів, виконані ним разом з колегами й учнями — Державну премією України.
Під керівництвом І. З. Лівшиця на базі Нікітського ботанічного саду у 1960—1980 роках сформувалася потужна наукова школа акаридологів — лідер вітчизняної сільськогосподарської акарології. Іссахар Зельманович залучає до роботи талановитих дослідників В. І. Мітрофанова і М. М. Кузнєцова. Вони виконують фундаментальні дослідження з систематики, біології та способів захисту рослин від різних груп кліщів і обоє стають докторами біологічних наук. Загалом, І. З. Лівшиць був науковим керівником при підготовці 18 кандидатських та науковим консультантом при виконанні двох згаданих вище докторських дисертацій. Він автор і співавтор близько 200 наукових праць. За багаторічну сумлінну й плідну працю його нагороджено орденом Трудового Червоного Прапора та медалями.

### Основні праці
- Борьба с вредителями и болезнями плодового сада. — Симферополь, Крымиздат, 1954. — 19 с. [У співавторстві з Н. І. Петрушовою]

- Вредители плодовых культур. Москва: Сельхозгиз, 1958. — 391 c. [У співавторстві з В. П. Васильєвим; (2-е видання — у 1984 році]

- Защита плодового сада от вредителей и болезней. — Симферополь: изд-во «Крым», 1961. — 185 с. [У співавторстві з Н. І. Петрушовою]

- Древесница въедливая и меры борьбы с ней. — Симферополь: Крым, 1965. — 15 с. [У співавторстві з С. М. Галетенко]

- Preliminares acerca de los acaros «Tetranicos» de Cuba. Centro National Fitosanid, 1968.[У співавторстві з A. Salinas-Croche]

- Клещи рода Bryobia C.L. Koch, 1836 (Acariformes, Bryobiidae). — Ялта: [б. и.], 1971. — 110 с.(Труды Всесоюз. акад. с.-х. наук им. В. И. Ленина. Гос. Никит. ботан. сад; Т. 51). [У співавторстві з В. І. Мітрофановим]

- Определитель обитающих в почве клещей: В 3-х томах. — М.-Л.: Наука, 1975—1978. [У складі авторського колективу, редактор видання - М.С. Гіляров ]

- Методические рекомендации по определению перепончатых паразитов вредителей плодового сада (бракониды и афидииды) — Ялта: Гос. Никитский ботанический сад, 1985. — 51 с. [У співавторстві з В. І. Тобіасом і В. І. Мітрофановим]

- Методические рекомендации по изучению растительноядных клещей. — Госуд. Никит. бот. сад: Ялта, 1986. — 47 с. [У співавторстві з В. І. Мітрофановим, Л. А. Рохасом, А. З. Петрушовим]

- Определитель тетраниховых клещей фауны СССР и сопредельных стран (Tetranychidae, Bryobiidae). — Душанбе: Дониш, 1987. 223 с. [У співавторстві з В. І. Мітрофановим і З. І. Струковою]

- Вредители сельскохозяйственных культур и лесных насаждений. В 2-х томах. К.: Урожай, 1987. [У складі авторського колективу]

- Полезная фауна плодового сада: справочник. — Москва: Агропромиздат, 1989. — 319 с. [У складі авторського колективу]

- Сельскохозяйственная акарология: [монография]. — 2-е изд., испр. — Киев: Аграрная наука, 2013. — 347 с. [У співавторстві з В. І. Мітрофановим і А. З. Петрушовим]